# Henri Romagnesi
Pour les articles homonymes, voir Romagnesi.
Henri Charles Louis Romagnesi, né le 7 février 1912 à Paris et mort le 18 janvier 1999 à Draveil, est l'un des plus éminents mycologues français du XXe siècle. Son intarissable curiosité scientifique lui a fait étudier les genres de champignons et publier des ouvrages ainsi que de très nombreux articles scientifiques à propos de groupes taxonomiques les plus divers au sein d'une œuvre colossale.
On connaît surtout ses travaux sur les russules, couronnés par une monographie de référence de plus de mille pages, source d'inspiration des « russulologues » contemporains, mais l'ouvrage de référence fondamental est certainement la Flore Analytique des champignons supérieurs écrit en collaboration avec Robert Kühner, 1953 .

## Mycologue précoce

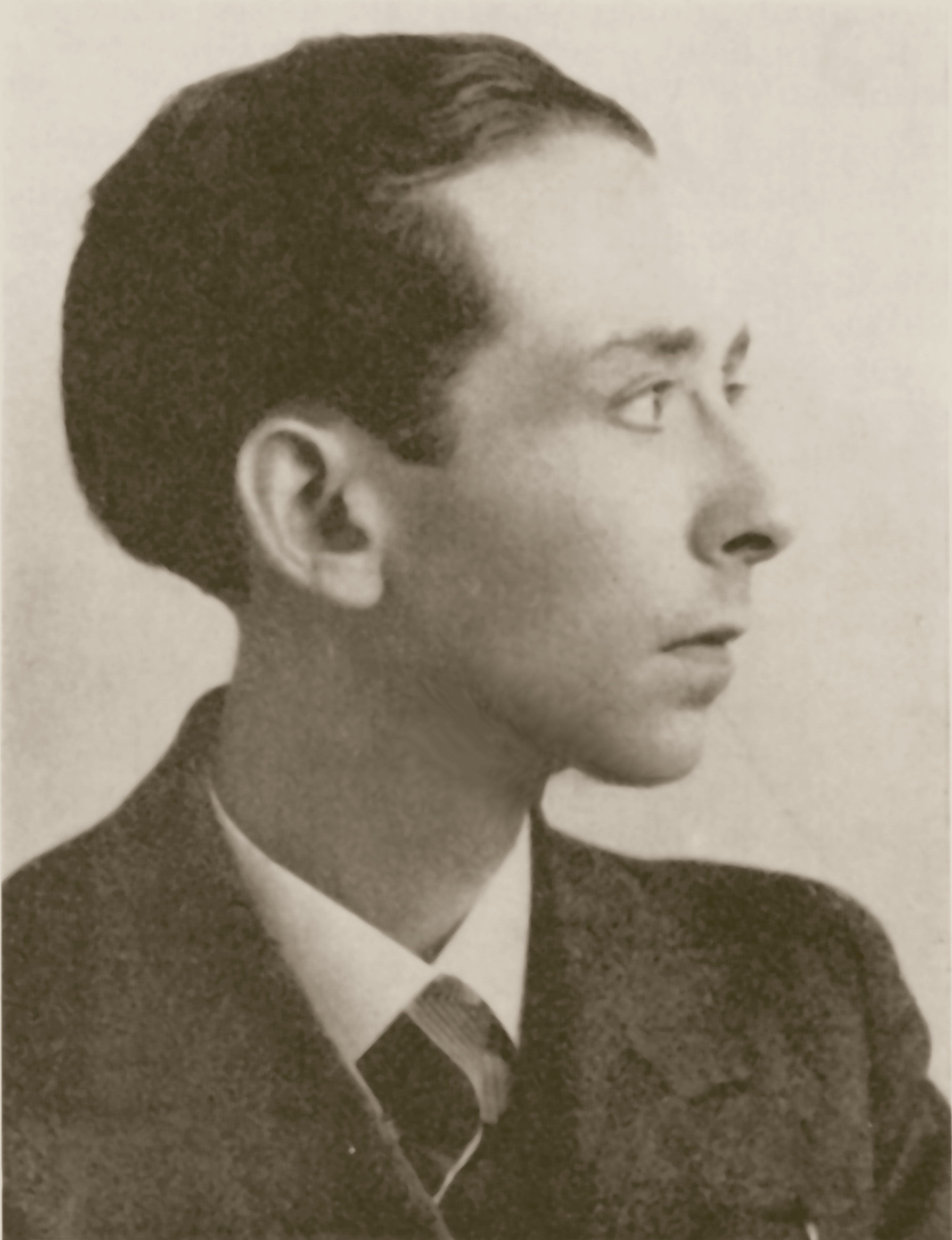
Henri Romagnesi à l'âge de 28 ans

Sous l'influence de son grand-père maternel, Louis Dabin, doté d'un sens aigu de l'observation de la nature, il n'a que dix ans quand il se passionne pour le monde des champignons. C'est dans la propriété familiale de Yerres, aux portes de Paris, qu'il découvre son premier champignon, sans doute un paxille enroulé, qu'il qualifie de « bizarre » et qui va sceller sa vocation. Aiguillonné par cette énigme, il persuade ses parents de lui procurer la flore de Costantin et Dufour. 
À l'âge de douze ans, sa ferveur et la qualité de ses notes et croquis suscitent l'étonnement du gardien d'une exposition de champignons en cire, dans la galerie de minéralogie du Muséum national d'histoire naturelle. Celui-ci conseille à sa mère d'écrire au directeur du Muséum, le professeur Mangin, qui invite l'adolescent  au laboratoire de cryptogamie, où il est accueilli par son assistant Roger Heim. Parrainé par ce dernier, il est admis comme membre de la Société mycologique en 1930, à l'âge de 18 ans.

## Une double vocation
Il entame dès lors une double carrière, l'une, brillante, de littéraire et d'enseignant, et l'autre, scientifique et mycologique, qui lui vaudra une notoriété mondiale.
Agrégé de grammaire en 1935, Henri Romagnesi exerça longtemps les fonctions de professeur de lettres classiques au lycée Marcelin-Berthelot de Saint-Maur-des-Fossés.
Dès 1931, et parallèlement à sa carrière d'enseignant, il publie annuellement dans le Bulletin de la Société mycologique de France, puis dans la Revue de mycologie, et d'autres revues étrangères, des articles faisant autorité. C'est en 1948 que, sur proposition de Roger Heim, alors professeur, il est nommé attaché Muséum national d'histoire naturelle à Paris, par ailleurs il a été secrétaire général et président de la Société mycologique de France. 
Il est coauteur avec Robert Kühner en 1953 de la Flore analytique des champignons supérieurs qui est resté longtemps un des ouvrages de référence majeurs en langue française. En son honneur, la Société mycologique de France décerne chaque année un Prix Romagnesi.
En 1987, il a obtenu le prix Marcelin Guérin de l'Académie française pour son ouvrage Fleurs sauvages,

## Taxinomiste et systématicien pédagogue
Devenu un connaisseur hors pair des champignons, il participe à de nombreuses sorties en région parisienne, aux séances de détermination et travaux pratiques du lundi à la Société mycologique de France, aux congrès et sessions de cette société, parcourant ainsi la France et les pays limitrophes. Patient pédagogue, éclairé et généreux, toujours disponible et bienveillant. Trois générations de mycologues et mycophiles ont été séduits par ce géant de la mycologie, dissimulé sous les traits d’un petit homme fragile et affable, toujours coiffé de son béret et protégé par une gabardine et un cache-nez en toutes saisons. Mais sa connaissance des champignons allait au-delà de la flore tempérée : il a également été un remarquable taxinomiste dans le domaine tropical, spécialement touchant les entolomes (de Madagascar et du Gabon en particulier), sans jamais avoir physiquement quitté I’Europe.
Au-delà de sa démarche taxinomique, il s’est intéressé à des aspects fondamentaux de la biologie des champignons (Kühner et al., 1947) et de leur systématique (Romagnesi, 1948, 1975, 1977), intégrant, non sans brio pour un littéraire, des paramètres mathématiques dans la description des champignons (Romagnesi, 1936b) et dans leur systématique, notamment la géométrie des spores d’entolomes (Romagnesi, 1941a, 1947a, 1979). Il a également été un pionnier, en France, dans le domaine de la nomenclature fongique (Romagnesi. 1949b) et de la cartographie mycologique (Romagnesi, 1961).
Dans sa dédicace du jubilaire dédié à Henri Romagnesi en 1983, Robert Kühner évoque le caractère visionnaire de certaines hypothèses émises par le maître parisien, comme les enchainements au sein du phylum des Russulales, hypothèses beaucoup plus étayées aujourd’hui.
En bon disciple, Régis Courtecuisse conclut : « C’est sans doute à cette échelle que se révèle la véritable dimension d’un grand maître. Mycologue amateur, puisqu’il était professeur de lettres, Henri Romagnesi a su, par son talent et par son travail, s’élever au niveau des meilleurs mycologues du XXe siècle, tout en faisant œuvre de pédagogue et restant simple et accessible, ce qui ajoute une dimension humaine à celle du grand scientifique. »